# Marsilio Rossi
Marsilio Rossi (ur. 3 sierpnia 1916 w Rio de Janeiro, zm. 16 grudnia 1942 w Filonowie) – włoski lekkoatleta, uczestnik Letnich Igrzyskach Olimpijskich 1936 w Berlinie, gdzie biegł w sztafecie 4 × 400 m. Odpadł on w eliminacjach, zajmując trzecie miejsce w swoim biegu, z czasem 3:16,6 min.
Jego rekord życiowy na 400 m wynosił 49,2 s, osiągnął go w 1936.